# 咸铜铁路
咸铜铁路是连接咸阳与铜川的铁路，位于陕西省境内。南起咸阳市咸阳站东端，经泾阳、三原、富平、耀州，北至铜川市铜川站。1939年6月开工，1941年12月铺轨至矿场站。1942年春全线通车。桃园隧道1946年竣工。1958年11月开始改建施工，1962年竣工，投资2000万元，运能由500万吨提高到700万吨。后增加4个会让站，通过能力提高到1300万吨。

## 历史
自日本全面侵华，山东、河南两省相继沦陷，用于陇海铁路的机车与陕西各地用煤出现危机。为了开采同官（今铜川）的煤矿，政府部门建立了开发同官煤矿委员会，并决定由陇海铁路局修筑从咸阳至同官的“咸同”铁路线。正值抗日战争时期，国民政府财政状况不佳，缺乏建设材料，道床并未完全铺石，木枕配置数为每公里1300根到1500根，铁路使用每米38公斤、40公斤和41公斤等多种型号的钢轨铺设，又因为线路建设紧急，导致路况不良。同官在1946年更名为铜川，因此咸同线改名为咸铜线。
中华人民共和国成立后的1957年，铁道部联合陕西省人民委员会策划对咸铜线全线开展改线工程，工程在1958年11月开工，1962年改线工程全面竣工。铁路信号全部实现了电器控制，沿途桥梁涵洞得到加固或重建。新线最大之变动是由上游改在下游通过的泾河大桥，改线长度16.94公里，新建泾河站和永乐店站新站，高庄车站和永乐店站旧站被废弃。

2021年5月，咸铜铁路开始电气化改造。2021年9月15日，开通铜川东往返西安的动力集中动车组列车，是1993年铜川铁路客运停止以后再一次恢复，也终结了铜川不通客运火车的历史。2022年8月5日，咸铜铁路、梅七铁路电气化改造工程全线开通。

## 与其它铁路的连接
- 咸阳站: 陇海铁路
- 阎良站: 侯阎铁路
- 梅家坪站: 梅七铁路
- 长陵站至萧家村站区间：与西安铁路枢纽北环线共线，并新建复线。[5]